# 37년

## 연호
- 후한(後漢) 건무(建武) 13년

## 기년
- 후한(後漢) 광무제(光武帝) 13년
- 신라(新羅) 유리 이사금(儒理泥師今) 14년
- 고구려(高句麗) 대무신왕(大武神王) 20년
- 백제(百濟) 다루왕(多婁王) 10년

## 사건
- 칼리굴라가 로마 제국의 황제가 되다.

## 탄생
- 12월 13일 - 로마 제국 5대 황제 네로

## 사망
- 3월 16일 - 로마 제국 2대 황제 티베리우스